# Škoda 150
Škoda 150 byl lehký nákladní automobil vyráběný automobilkou ASAP Mladá Boleslav mezi lety 1939–1942. Po válce došlo k obnovení výroby v letech 1946–1951 jako Aero 150 a později Praga A 150. Vůz byl produkován v řadě provedení, především jako valník, skříňový automobil, vojenská sanita, hasičský vůz a další. Celkem vzniklo přes 3600 vozidel.

## Historie
Vůz Škoda 150 (typ 943) byl vyvinut jako lehký nákladní automobil s užitečnou hmotností 1,5 t. Hnací ústrojí pocházelo z osobního automobilu Škoda Favorit 2000 OHV. Karosérie byla unifikována se současně uvedeným lehčím typem Škoda 100. Základním provedením se stal valník, byla však nabízena i skříňová nástavba. Již v roce 1942 výroba Škody 150 předčasně skončila, a to z rozhodnutí německých okupačních úřadů. Do té doby bylo postaveno pouze 182 vozidel ve třech sériích. Po válce došlo k obnovení výroby, avšak ta byla ministerským rozhodnutím přesunuta do bývalé továrny Aero ve Vysočanech, tehdy součásti Leteckých závodů, n. p. Zde stavěné vozy nesly označení Aero 150. Tamní výroba však trvala jen krátce, mezi lety 1946–1947. Poté byla opět přesunuta, a to do bývalé továrny Praga v Letňanech, tehdy taktéž součásti Leteckých závodů, n. p. Zde byly mírně upravené automobily Škoda/Aero 150 vyráběny pod jménem Praga A 150 do roku 1951. Na výrobě se podílela také Zbrojovka Brno a dále závod Vrchlabí, spadající pod AZNP, který dodal část kabin. Během let 1946–1951 bylo vyrobeno kolem 3470 vozidel v 17 sériích.
Po ukončení výroby vozu Praga A 150 nezůstala žádná odpovídající domácí náhrada. Potřeba lehkých nákladních automobilů byla nakonec řešena dovozem východoněmeckého vozu Robur, případně využíváním pro civilní provoz nevhodných terénních jedenapůltun Tatra 805. Novým domácím vozidlem této kategorie se stala až licenční Avia A15, jejíž výroba byla zahájena koncem 60. let.

## Technické údaje

### Motor a převodovka
Škodu 150 pohání řadový, vodou chlazený zážehový čtyřválec s rozvodem OHV. Litinový blok motoru je opatřen vyměnitelnými vložkami válců. Také hlava motoru je z litiny. Kliková hřídel je uložena ve třech kluzných ložiskách. Chladicí soustava je vybavena vodní pumpou a čtyřlistým ventilátorem, obsah vody v chladiči je 12 l. Mazání motoru je tlakové oběžné, se zásobou 5 l oleje. Palivovou směs připravuje spádový karburátor Solex 32 BIP. Palivová nádrž na 65 l benzínu je uložena pod sedadlem řidiče. Dopravu paliva zajišťuje mechanické membránové čerpadlo Solex Pe 1220B. Umístění motoru je vpředu, podélně před přední nápravou.
Zdvihový objem motoru je 2091 cm³ (vrtání válců 80 mm, zdvih 104 mm). Kompresní poměr 1:6,07. Motor dosahuje nejvyšší výkon 38 kW (52 k) při 3200 ot/min, trvalý výkon 33 kW (45 k) při 2600 ot/min. Měrná spotřeba paliva činí 247 g/kW·h (232 g/k za hodinu).
Elektrická soustava pracuje s napětím 12 V (u prvních sérií 6 V). Vůz je vybaven dynamem Pal-Magneton o výkonu 130 W a 12 V akumulátorem o kapacitě 45 Ah. Startér Pal-Magneton má výkon 1,8 k.
Za motorem je umístěna suchá jednolamelová spojka. Za ní pak navazuje čtyřstupňová nesynchronizovaná převodovka, s řadicí pákou na horním víku. Motor, spojka a převodovka jsou sešroubovány a tvoří montážní celek. Výkon se na zadní nápravu přenáší pomocí dvoudílného Kardanova hřídele.

### Podvozek
Podvozek je tvořen rámem ze dvou lisovaných ocelových podélníků tvaru U. Ty jsou spojeny nýtovanými příčkami. Vzadu je hnací tuhá náprava odpružená podélnými půleliptickými listovými péry, rozchod kol 1420 mm. Přední náprava se vyznačuje na tehdejší nákladní automobil neobvyklým řešením - nezávislým zavěšením kol na dvou příčných půleliptických listových pérech, umístěných nad sebou (podobně jako u vozu Tatra 57). Péra jsou šrouby upevněna na blok spojky. Přední náprava je vybavena pákovými hydraulickými tlumiči. Řízení předních kol pracuje pomocí šroubu a matice. Rozchod předních kol činí 1500 mm, rozvor náprav pak 2900 mm.
Vůz je opatřen hydraulickými bubnovými brzdami na všech kolech. Kola jsou osmnáctipalcová, s lisovanými ocelovými disky rozměru 5"×18" a pneumatikami rozměru 6,00–18, na zadní nápravě v dvojmontáži.

### Kabina a nástavby
Kabina vozu je smíšené konstrukce, s dřevěnou kostrou potaženou ocelovým plechem. U provedení valník je zadní stěna kabiny dřevěná. Uvnitř se nachází dvoudílné sedadlo, sahající přes celou šířku budky. Pod ním je uložena palivová nádrž, akumulátor a nářadí. Dvoudílné čelní okno má výplň z tvrzeného skla. Dveře kabiny u vozů Škoda 150 a Aero 150 jsou uchycené v pantech vzadu, otevírají se proti směru jízdy. Praga A 150 má rekonstruovanou a modernizovanou kabinu, s dveřmi uchycenými vpředu.
Základním vyráběným provedením byl valník, dále existovaly skříňové nástavby v řadě modifikací, civilních i vojenských. Byla to například klasická dodávka, poštovní vůz, vojenská sanita, štábní vůz, pojízdná zubařská ordinace a další. Další variantou byla autobusová karosérie (pouze několik kusů vozu Škoda 150 s kapacitou 12 osob vyrobila společnost Sodomka pro Filmové laboratoře Praha, poválečná výroba zahrnovala asi 50 vozů Praga A150 s podélnými lavicemi pro 14 sedících cestujících s karoseriemi různých výrobců) nebo otevřený hasičský vůz. Továrny dodávaly také samotná šasi pro karosování zákazníkem.

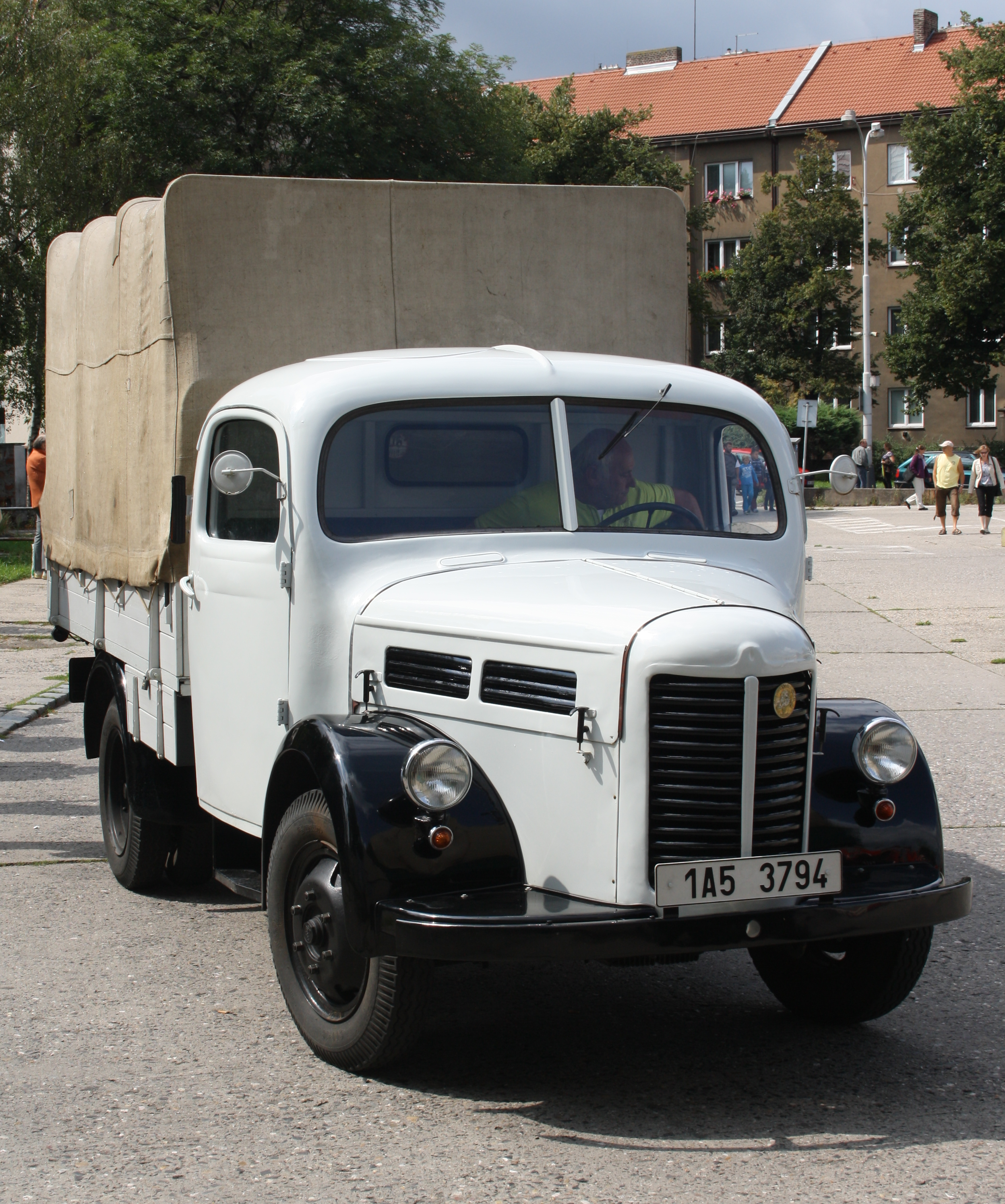
valník Praga A150
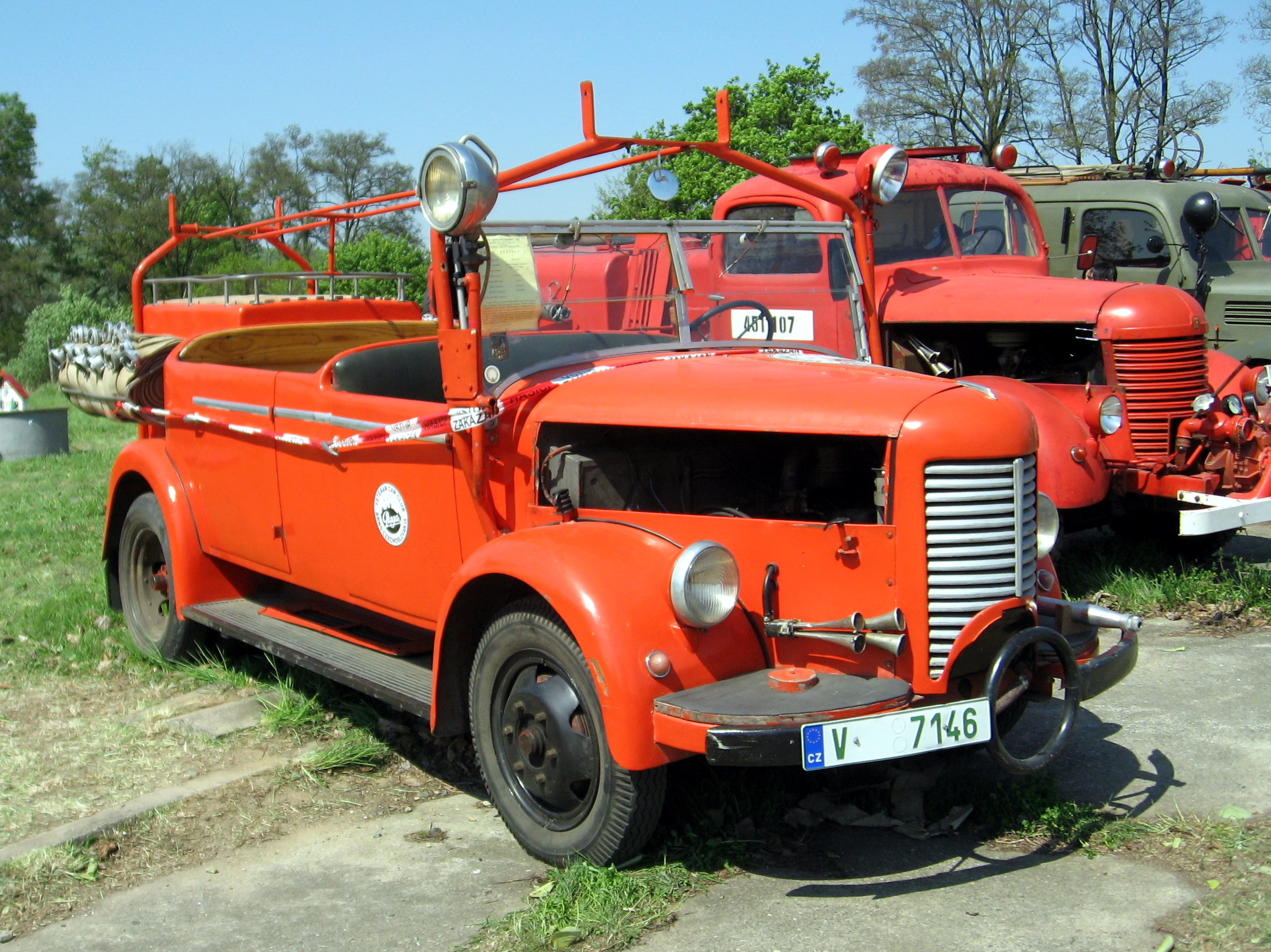
hasičská Praga A150
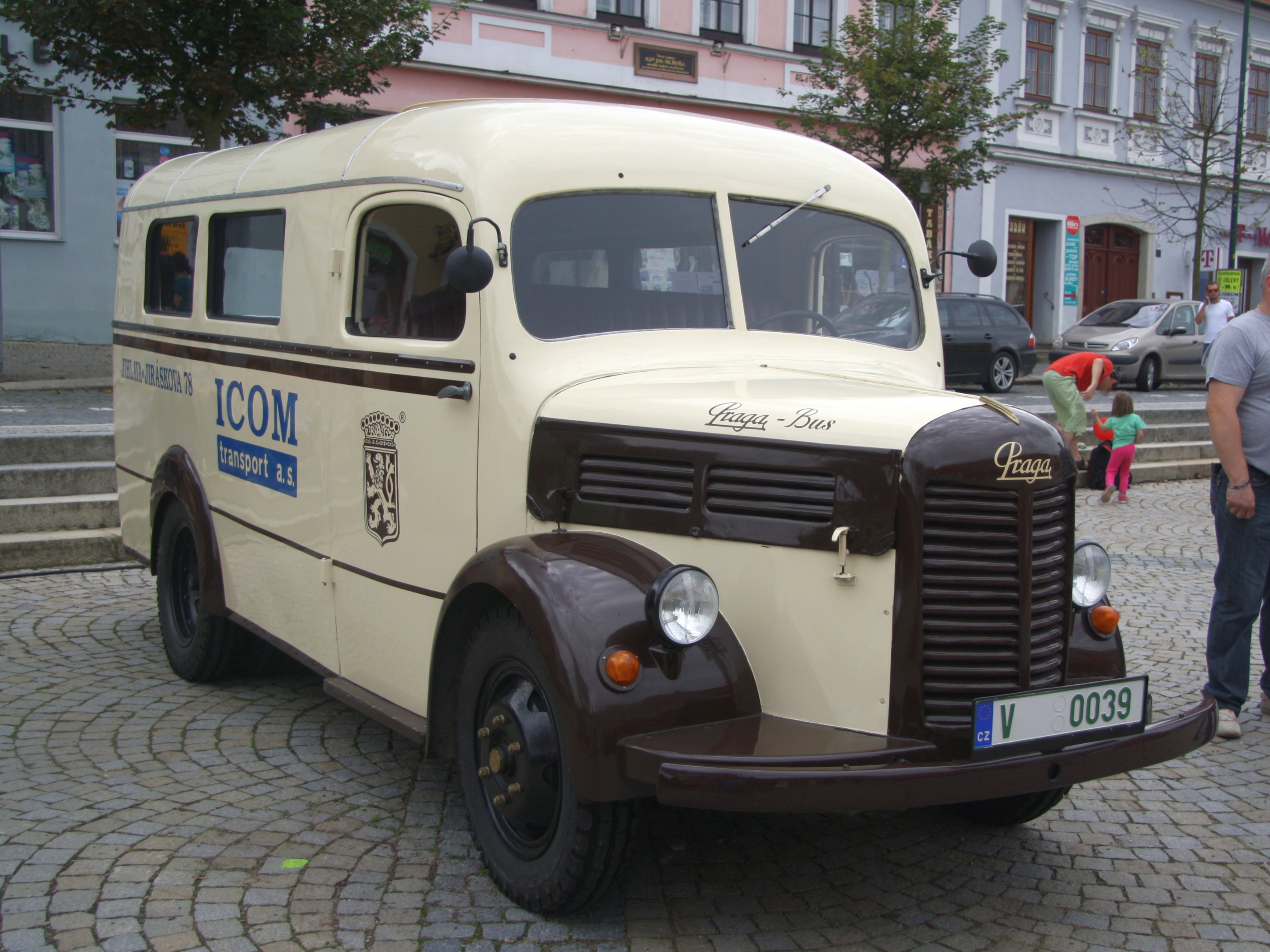
skříňová Praga A150
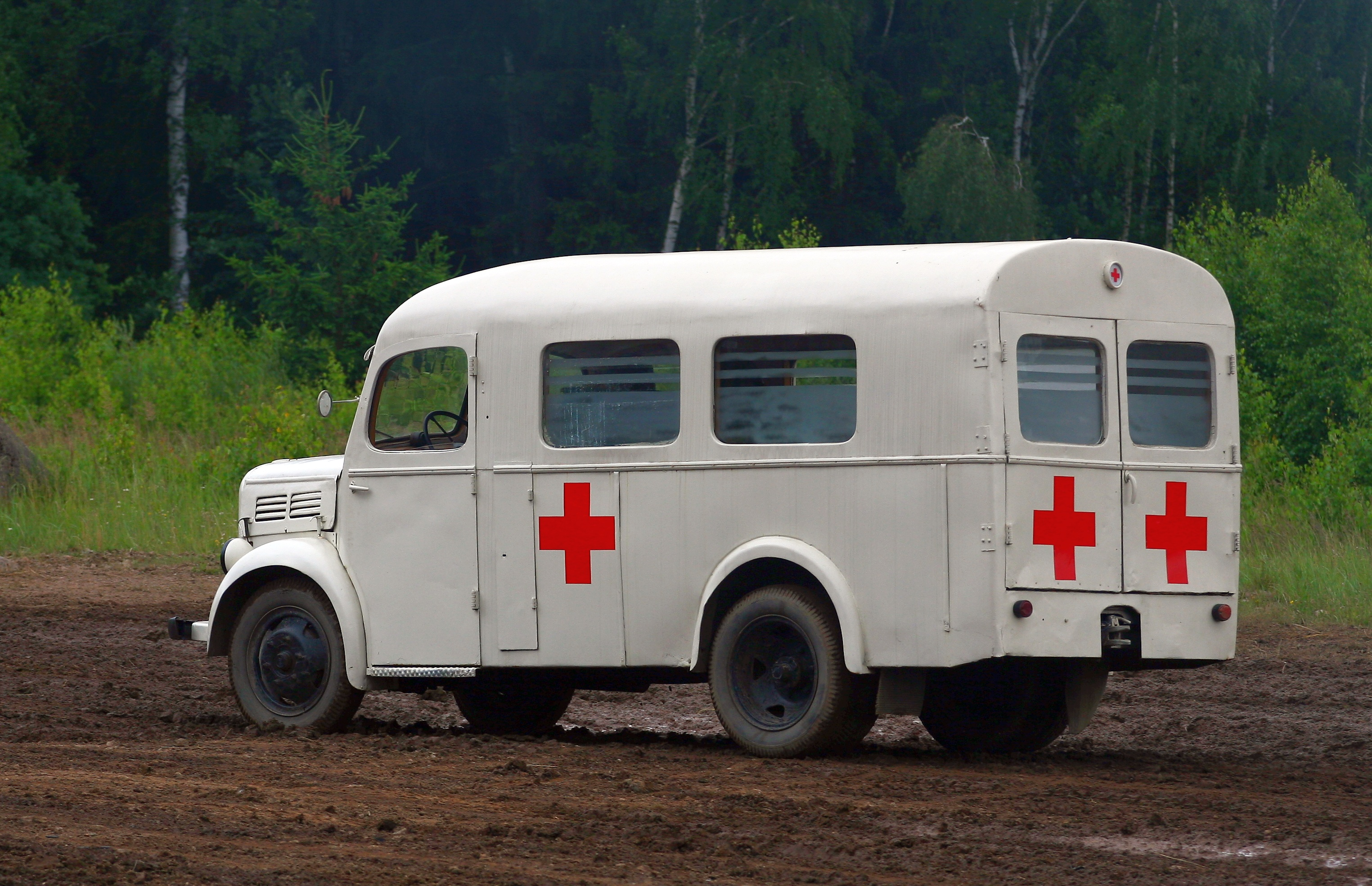
sanitka Praga A150

### Rozměry a výkony
Údaje platí pro valník Praga A 150.
Rozvor: 2900 mm

Rozchod kol vpředu/vzadu:1500/1420 mm

Světlá výška pod nápravami: 230 mm

Délka: 5355 mm

Šířka: 2000 mm

Výška: 2060 mm

Délka ložné plochy: 2800 mm

Hmotnost podvozku: 1350 kg

Pohotovostní hmotnost: 1790 kg

Užitečná hmotnost: 1500 kg + 3 osoby

Největší povolená hmotnost přívěsu: 750 kg

Celková hmotnost: 3500 kg

Největší rychlost plně zatíženého vozu s přívěsem o celkové hmotnosti 750 kg: 60 km/h

Největší rychlost plně zatíženého vozu bez přívěsu: 80 km/h

Spotřeba zatíženého vozu s přívěsem: 20 l/100 km

Spotřeba zatíženého vozu bez přívěsu: 15–16 l/100 km